# Ekran z bratkiem
Ekran z bratkiem – magazyn telewizyjny dla dzieci i młodzieży, emitowany w Telewizji Polskiej (w ramach tzw. Telewizji Dziewcząt i Chłopców), od 5 października 1967 do 15 czerwca 1977, w czwartki, w paśmie popołudniowym (np. 16:40–17:40). Gospodarzem programu był Maciej Zimiński, dziennikarz i autor popularnych telewizyjnych programów dla dzieci i młodzieży.

## W skład „Ekranu z bratkiem” wchodziły
- pogawędki Macieja Zimińskiego, skierowane m.in. do harcerzy
- kącik dla młodych altruistów „Niewidzialna ręka”
- propozycje prostych gier podwórkowych autorstwa Marka Grota
- kącik gier umysłowych, który prowadził Lech Pijanowski
- gawędy żeglarskie kapitana Krzysztofa Baranowskiego
- poradnik dla majsterkowiczów, który redagował Adam Słodowy (posługiwał się charakterystyczną strzałką i miał zwykle dwa albo trzy egzemplarze przedstawianych przez siebie konstrukcji, w różnym stopniu zaawansowania)
- spotkania z „polskim Indianinem” – Stanisławem Supłatowiczem – Sat-Okhem
- szkółka piłkarska Jacka Gmocha
- spotkania z architekturą, prowadzone przez Stanisława Jankowskiego
- gawędy o zwierzętach Michała Sumińskiego (później przerodziły się w samodzielny program „Zwierzyniec”)
- program o książkach Hanny Bielawskiej
- tajemnice zamków polskich, przedstawiane przez Tomasza Jurasza

Na zakończenie emisja odcinka serialu młodzieżowego:
- Ivanhoe (Ivanhoe, 1968–1969),
- Zorro (Zorro, 1967–1969),
- Thierry Śmiałek (Thierry la Fronde, 1973–1976),
- Wilhelm Tell (William Tell, 1968–1969),
- Sir Lancelot (The Adventures of Sir Lancelot, 1966–1967),
- Robin Hood (The Adventures of Robin Hood, 1965–1970),
- Pippi Langstrumpf (Pippi Långstrump 1969),
- Przygody Czarnego Królewicza (The Adventures of Black Beauty, 1972–1974),
- Toomai – druh słoni (Elephant Boy, 1973),
- Był sobie człowiek,
- Stawiam na Tolka Banana,
- Podróż za jeden uśmiech,
- Wakacje z duchami,
- Gruby,
- Przygody psa Cywila,
- Samochodzik i templariusze,
- Szaleństwo Majki Skowron.